# Сафаров, Низами Абдулла оглы
 Низами Абдулла оглы Сафаров (азерб. Nizami Səfərov; род. 30 ноября 1960 года, город Баку, Азербайджанская ССР) — государственный и политический деятель. Депутат Милли Меджлиса Азербайджанской Республики VI, VII созывов, член комитета по правовой политике и государственному строительству, член комитета по обороне, безопасности и борьбе с коррупцией Милли Меджлиса.

## Биография
Родился Низами Сафаров 30 ноября 1960 года в городе Баку. С 1977 по 1982 годы проходил обучение и с отличием окончил юридический факультет Азербайджанского государственного университета. С 1985 по 1988 годы обучался в аспирантуре юридического факультета МГУ имени Ломоносова, получил ученую степень кандидата юридических наук. С 2005 по 2007 годы проходил обучение и окончил докторантуру Московского государственного института международных отношений МИД Российской Федерации (МГИМО-Университет), получив ученую степень доктора юридических наук.
Низами Сафаров в разные годы занимал должности заведующего отделом Института философии и права Национальной Академии Наук Азербайджана, проректора института усовершенствования правовых кадров Министерства юстиции Азербайджанской Республики, начальника отдела международного правового сотрудничества Министерства юстиции Азербайджанской Республики, заместителя заведующего отделом конституционного законодательства Аппарата Милли Меджлиса Азербайджанской Республики. В 1998 году был назначен заведующим отделом административного и военного законодательства Аппарата Милли Меджлиса Азербайджанской Республики. На выборах в Национальное собрание Азербайджана VI созыва, которые прошли в 9 февраля 2020 года, баллотировался по Самух-Шамкирскому округу №102. По итогам выборов одержал победу и получил мандат депутата Милли Меджлиса Азербайджанской Республики. С 10 марта 2020 года приступил к депутатским обязанностям. Является членом комитета по правовой политике и государственному строительству, членом комитета по обороне, безопасности и борьбе с коррупцией.
В 2024 году на парламентских выборах в Азербайджане, которые состоялись 1 сентября, одержал победу в Товузском избирательном округе №106. Официально избран депутатом Милли Меджлиса Азербайджана седьмого созыва, первое заседание которого состоялось 23 сентября 2024 года.
Председатель комиссии по социальным вопросам и правам человека Межпарламентской Ассамблеи государств-участников СНГ.
Руководитель рабочей группы по межпарламентским связям  Азербайджан-Россия.
Осуществляет широкую научную и преподавательскую деятельность.
Является автором около 100 научных статей, посвященных проблемам международного уголовного права, международного гуманитарного права, международного права прав человека, опубликованных в различных научных изданиях.
Является членом редакционной коллегии "Московского журнала международного права", издаваемого Московским государственным институтом международных отношений МИД Российской Федерации (МГИМО – университет) .
В различные периоды времени преподавал курс лекций по международному праву на юридическом факультете Бакинского государственного университета.
С 2003 года является приглашенным лектором Московского государственного института международных отношений МИД Российской Федерации (МГИМО-университет), неоднократно выступал с лекциями в Московском государственном юридическом университете им. О.Е. Кутафина.
Член Римской исследовательской группы по проблемам международного уголовного суда, специальный докладчик Парламентской Ассамблеи Тюркоязычных стран (ТюркПА) по проблеме терроризма, эксперт Международного комитета Красного Креста.

## Монографии
- “Экстрадиция в международном уголовном праве: проблемы теории и практики" - Москва: Вольтерс Клувер, 2005 - (экстрадиция в Международном уголовном праве: теоретические и практические проблемы) (Москва: издательство Вольтерс Клувер, 2005);
- "Европейский ордер на арест: право и практика" (Москва: НОРМА, 2018) - "европейский ордер на арест: Право и практика" (Москва: норма издательство, 2018).

## Награды
- Орден «За службу Отечеству» III степени (22 июня 2016 года)[4],
- Медаль «За отличие на государственной службе» (22 июня 2006 года)[5],
- Медаль «За укрепление парламентского сотрудничества» (2021, Межпарламентская ассамблея СНГ)[6].
- Медаль «МПА СНГ. 25 лет» (27 марта 2017 года, Межпарламентская ассамблея СНГ) — за заслуги в деле развития и укрепления парламентаризма, за вклад в развитие и совершенствование правовых основ функционирования Содружества Независимых Государств, укрепление международных связей и межпарламентского сотрудничества[7].